# Carlota de Saxe-Altemburgo
Carlota Inês de Saxe-Altemburgo (4 de março de 1899 - 16 de fevereiro de 1989) foi a filha mais velha de Ernesto II, último duque reinante de Saxe-Altemburgo.

## Casamento e descendência
A 11 de julho de 1919, Carlota casou-se em Hemmelmark com o príncipe Segismundo da Prússia, segundo filho do príncipe Henrique da Prússia, irmão do kaiser Guilherme II da Alemanha, e da princesa Irene de Hesse-Darmstadt, irmã da czarina Alexandra Feodorovna da Rússia.
Tiveram dois filhos:
1. Bárbara da Prússia (2 de agosto de 1920 – 31 de maio de 1994) casada com o duque Cristiano Luís Mecklemburgo-Schwerin; com descendência.
2. Alfredo da Prússia (17 de agosto de 1924 – 5 de junho de 2013) casado com Maritza Farkas (06 de agosto de 1929 – 01 de novembro de 1996); sem descendência.

As suas netas, Donata e Edwina, são as únicas representantes ainda vivas da Casa de Mecklemburgo-Schwerin que se extinguiu com a morte do seu pai a 18 de Julho de 1996.

## Genealogia
| Carlota de Saxe-Altemburgo | Pai: Ernesto II de Saxe-Altemburgo | Avô paterno: Maurício de Saxe-Altemburgo               | Bisavô paterno: Jorge de Saxe-Altemburgo                      |
| Carlota de Saxe-Altemburgo | Pai: Ernesto II de Saxe-Altemburgo | Avô paterno: Maurício de Saxe-Altemburgo               | Bisavó paterna: Maria Luísa de Mecklemburgo-Schwerin          |
| Carlota de Saxe-Altemburgo | Pai: Ernesto II de Saxe-Altemburgo | Avó paterna: Augusta de Saxe-Meiningen                 | Bisavô paterno: Bernardo II de Saxe-Meiningen                 |
| Carlota de Saxe-Altemburgo | Pai: Ernesto II de Saxe-Altemburgo | Avó paterna: Augusta de Saxe-Meiningen                 | Bisavó paterna: Maria Frederica de Hesse-Cassel               |
| Carlota de Saxe-Altemburgo | Mãe: Adelaide de Schaumburg-Lippe  | Avô materno: Guilherme de Schaumburg-Lippe (1834-1906) | Bisavô materno: Jorge Guilherme, Príncipe de Schaumburg-Lippe |
| Carlota de Saxe-Altemburgo | Mãe: Adelaide de Schaumburg-Lippe  | Avô materno: Guilherme de Schaumburg-Lippe (1834-1906) | Bisavó materna: Ida de Waldeck e Pyrmont                      |
| Carlota de Saxe-Altemburgo | Mãe: Adelaide de Schaumburg-Lippe  | Avó materna: Batilde de Anhalt-Dessau                  | Bisavô materno: Frederico Augusto de Anhalt-Dessau            |
| Carlota de Saxe-Altemburgo | Mãe: Adelaide de Schaumburg-Lippe  | Avó materna: Batilde de Anhalt-Dessau                  | Bisavó materna: Maria Luísa de Hesse-Cassel                   |